# Friedrich Ebert
Friedrich "Fritz" Ebert, född 4 februari 1871 i Heidelberg, Baden, död 28 februari 1925 i Berlin, var en tysk statsman. Han var socialdemokrat samt regeringschef i den provisoriska tyska regeringen 1918–1919 och Weimarrepublikens förste president 1919–1925. 

## Biografi

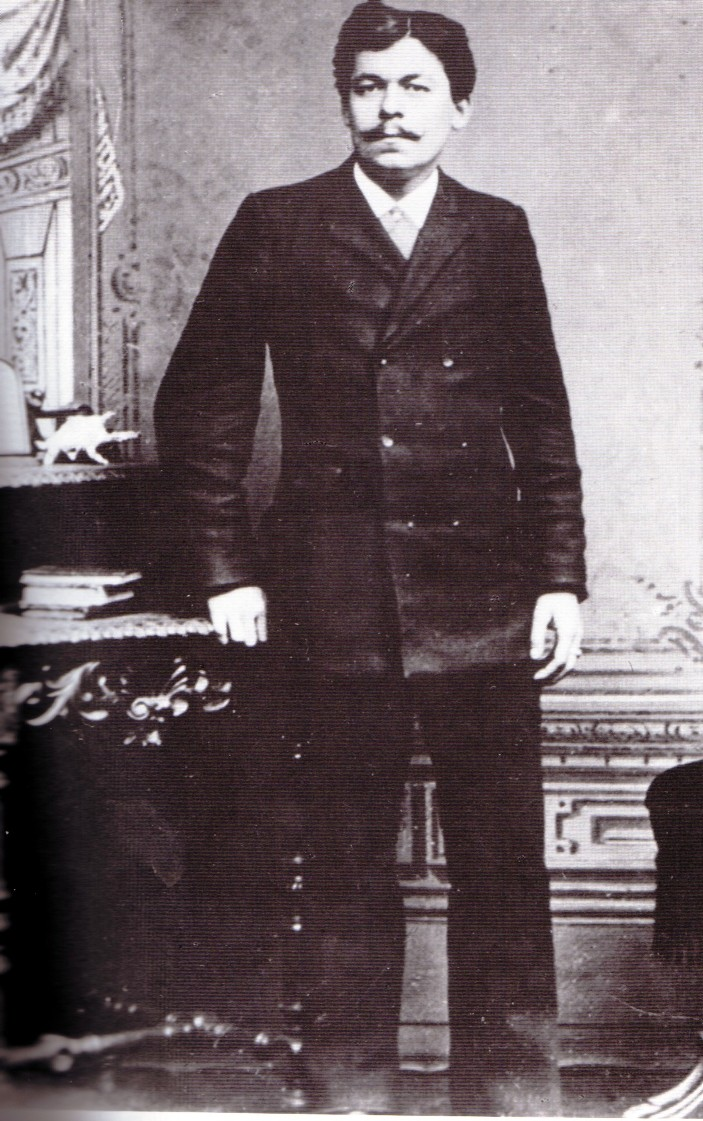
Friedrich Ebert 1890.

Friedrich Ebert, som var son till en skräddare, var först sadelmakare, anslöt sig som ung till socialdemokratin och blev 1892 redaktör i "Bremer Bürgerzeitung". Han valdes 1900 till ledamot av Bremens folkrepresentation ("Bürgerschaft") och blev samma år ledare av arbetarsekretariatet där, blev 1905 sekreterare i socialdemokratiska partiets styrelse och var efter August Bebels död partiets ordförande 1913-19 (först jämte Hugo Haase, sedan jämte Philipp Scheidemann). 
1912 valdes Ebert in i riksdagen (för Elberfeld och Barmen i nuvarande Wuppertal). Efter Haases utträde ur den socialdemokratiska riksdagsgruppen 1916, blev Ebert gruppens ledare. I maj 1918 blev han, efter Scheidemann, ordförande i riksdagens huvudutskott. Ebert avböjde i oktober samma år en, av prins Max av Baden erbjuden, plats i dennes kabinett. Den 7 november frambar han till denne socialdemokratiska partistyrelsens ultimatum om kejsarens abdikation, kronprinsens tronföljdsavsägelse, med mera.
Revolutionsdagen den 9 november överlämnade prins Max rikskanslersposten till Ebert, som mottog den, men under händelsernas tryck den 10 november fann sig föranlåten att i stället inträda som en av de sex "folkombudsmännen" i en provisorisk sexmannaregering, där han delade presidiet med den oavhängige socialdemokraten Haase. Efter de oavhängigas utträde ur regeringen (28 december samma år) var Ebert formellt dennas ledare, med Gustav Noske som dess förnämsta drivande kraft. Av Nationalförsamlingen i Weimar valdes han den 11 februari 1919 med 277 av 328 avgivna röster (51 avhöll sig från att rösta, och 49 röstade på Arthur von Posadowsky-Wehner) till provisorisk rikspresident och utsåg då Scheidemann till ministerpresident. 
Under sin riksdagsmannabana hade Ebert framträtt som en moderat och besinningsfull sydtysk av allt annat än revolutionär läggning, och efter 1918 års revolution har han som regeringsmedlem och rikspresident efter sig företeende omständigheter sökt motarbeta ytterligare brådstörtade omvälvningar. Hans samarbete med både socialdemokratiska och borgerliga rikskanslerer var gott och på det hela taget lyckades väl fylla sin utjämnande uppgift under partistriderna. Utåt uppträdde han enkelt och värdigt, och hånet mot honom från borgerligt högerhåll, stundom framträdande i början av hans ämbetstid, tystnade efterhand. Han är begraven i Heidelberg.
Eberts son Friedrich Ebert den yngre blev från 1945 en ledande politiker i Östtyskland.